# 오토 베버
오토 베버(Otto Weber, 1902년 6월 4일–1966년 10월 19일)는 독일 신학자이다.
베버는 뮬헤임에 태어나서 본 대학교과 튀빙겐 대학교에서 공부하고 1933년 나치당에 입당하였고 독일 기독교 그룹의 회원으로 잠간 있었다. 1934년 웨버는 괴팅겐 대학교 교수가 되었다. 그는 고백교회의 증언을 반대하였는데 전쟁후 나지 독일에 참여한 죄책감을 강하게 느꼈다.
1955년 교리학의 기초(The Foundations of Dogmatics)는 20세기 개혁신학 작품가운데 영향력있는 것이다. 그는 세계적인 칼빈 연구가로 칼뱅 신학연구에 크게 공헌한 신학자이다. 1938년 출판한 칼빈의 『기독교 강요』는 1572년 최초의 번역판 이후 처음으로 나온 독일어 완역판이며 칼빈의 교회론(김영재 역)이라는 그의 저서도 잘 알려져 있다. 몰트만(Jürgen Moltmann)는 그를 가리켜 학문의 스승이요 강력한 설교가로 묘사한다.